# Myopias tenuis
Myopias tenuis é uma espécie de formiga do gênero Myopias, pertencente à subfamília Ponerinae.